# دايفيد مورو
دايفيد مورو (بالفرنسية: David Moreau )‏ (و. – م) هو ممثل، من فرنسا.

## وصلات خارجية
- دايفيد مورو على موقع IMDb (الإنجليزية)
- دايفيد مورو على موقع قاعدة بيانات الفيلم (الإنجليزية)